# Cirque des Crabioules
Le cirque des Crabioules est un cirque naturel d'origine glaciaire situé au centre de la chaîne montagneuse des Pyrénées, dans le département de la Haute-Garonne en région Occitanie (France). Il domine la vallée du Lis.

## Toponymie
Crabioules : petites chèvres, territoire à isards.
En patois local, le gascon montagnard, le nom se prononce Carbiéoués.

## Géographie
Le cirque se trouve au fond de la vallée du Lis et est entouré d'ouest en est du Petit Quayrat ou mont Arrouy (2 847 m), du Grand Quayrat (3 060 m), du pic Lézat (3 107 m), du pic des Crabioules (3 116 m) et du pic de Maupas (3 109 m).
Sur son flanc occidental se trouve le lac des Crabioules (2 590 m) et sur son flanc oriental le lac d'Enfer (2 430 m) près du refuge du Maupas.

## Voies d'accès
De la plaine, il peut être atteint à pied par sentier depuis la vallée du Lis.
Le cirque des Crabioules communique avec l'Espagne par le col des Crabioules, juché à plus de 3 000 mètres entre les pics des Crabioules et de Maupas. Côté français, l'accès à ce col demeure délicat en l'absence de dégel complet (présence de névés assez inclinés). Depuis l'Espagne, une arrivée indirecte par le sud-est via la crête de Ramougn est préférée à une cheminée resserrée au rocher fuyant.